# 카라소주

카라소 주의 위치

카라소주(스페인어: Departamento de Carazo)는 니카라과 남서부에 위치한 주로 주도는 히노테페이며 면적은 1,050km2, 인구는 177,100명(2005년 기준)이다. 태평양과 접하며 8개 지방 자치체를 관할한다.

주기